# Забавляваш ме
„Забавляваш ме“ е името на четвъртия албум на българската попфолк певица Есил Дюран. Издаден е на 5 юли 2011 г.

## За албума
След издаването на албума Тя, Есил Дюран започва подготовката на своите нови проекти. През периода 2007-2010 излизат песните „Тръгваш си и ти“, „Нека“, „Егоист“, „Гласова поща“ и др. Албумът е на музикалния пазар през юли 2011 г.

## Песни
1. „Забавляваш ме“
2. „Гласова поща“
3. „Егоист“
4. „Актьор“
5. „Леле, Яно“
6. „Без теб“
7. „Автограф“
8. „Обичам те“
9. „Черен сняг“
10. „Любов по време на криза“
11. „Тръгваш си и ти“
12. „Мразя те“
13. „Нека“
14. „Chalga“

## Видеоклипове
| Видеоклип               | Премиера | Албум         | Режисьор              |
| ----------------------- | -------- | ------------- | --------------------- |
| Тръгваш си и ти         | 2007     | Забавляваш ме | Петьо Картулев        |
| Нека                    | 2007     | Забавляваш ме | Тенчо Янчев           |
| Егоист                  | 2008     | Забавляваш ме | Николай Скерлев       |
| Гласова поща            | 2008     | Забавляваш ме | Николай Скерлев       |
| Актьор                  | 2009     | Забавляваш ме | Николай Скерлев       |
| Любов по време на криза | 2009     | Забавляваш ме | Николай Скерлев       |
| Леле, Яно               | 2009     | Забавляваш ме | Иво Гергинов          |
| Мразя те                | 2009     | Забавляваш ме | Людмил Иларионов-Люси |
| Обичам те               | 2010     | Забавляваш ме | Николай Скерлев       |
| Автограф                | 2010     | Забавляваш ме | Людмил Иларионов-Люси |
| Забавляваш ме           | 2011     | Забавляваш ме | Людмил Иларионов-Люси |

## ТВ Версии
| Видеоклип  | Албум         | Програма                                   |
| ---------- | ------------- | ------------------------------------------ |
| Черен сняг | Забавляваш ме | Новогодишна програма „От всичко най-най“   |
| Актьор     | Забавляваш ме | Новогодишна програма „Новогодишна виелица“ |
| Без теб    | Забавляваш ме | Коледна програма на „Коледа“               |
| Chalga     | Забавляваш ме | Пролетно парти 2011                        |

## Музикални изяви

### Участия в концерти
- 6 години телевизия „Планета“ – изп. „Нека“
- Турне „Планета Дерби Плюс“ 2008 – изп. „Елмаз (ремикс)“, „Как искам“, „Егоист“, „Луда съм, че те обичам“ и „Нека“
- 7 години телевизия „Планета“ – изп. „Гласова поща“
- Награди на телевизия „Планета“ за 2008 г. – изп. „Актьор“
- 8 години телевизия „Планета“ – изп. „Леле, Яно“
- Награди на телевизия „Планета“ за 2009 г. – изп. „Обичам те“
- 20 години „Пайнер“ – изп. „Леле, Яно“
- 9 години телевизия „Планета“ – изп. „Автограф“